# 格羅夫蘭鎮區 (伊利諾伊州拉薩爾縣)
格羅夫蘭鎮區（英語：Groveland Township）是位於美國伊利諾伊州拉薩爾縣的一個行政鎮區。

## 地方資料
根據2010年美國人口普查的數據，格羅夫蘭鎮區的面積為95.30平方千米，當中陸地面積為95.30平方千米，而水域面積為0.00平方千米。當地共有人口610人，而人口密度為每平方千米6.4人。